# Aérodrome de Tétouan - Sania R'mel
L'aéroport Tétouan - Sania R'mel est un aéroport international situé dans la ville de Tétouan, à 6 km au nord de Tétouan.

## Infrastructures et équipements
Rénové en septembre 2008, le terminal de l'aéroport est doté d'une superficie de 3 000 m2 et offre une capacité d’accueil de 50 000 passagers par an.
Une deuxième piste de 3200 mètres a été construite début 2023.

## Situation

### Carte des aéroports du Maroc
| \| 100 km1:10 004 000 \| Ouezzane Agadir Al Hoceima Meknès Béni Mellal Bouarfa Casablanca-Tit Mellil Casablanca-Mohammed V Errachidia Essaouira Fès Guelmim Ifrane Kénitra Khouribga Marrakech Nador Ouarzazate Oujda Rabat-Salé Tanger Zagora Tan-Tan Tarfaya Tétouan Benslimane Sidi Slimane Inezgane Ben Guerir Taroudant Taza |
| 100 km1:10 004 000 |

## Compagnies et destinations
| Compagnies              | Destinations |
| ----------------------- | --- |
| Air Arabia Maroc        | - Amsterdam, - Barcelone-El Prat, - Bilbao, - Bruxelles-National, - Lyon-Saint-Exupéry, - Madrid-Barajas, - Malaga-Costa del Sol                  |
| Iberia                  | En saison : Malaga-Costa del Sol |
| Royal Air Maroc Express | Al Hoceïma-Cherif Al Idrissi, Casablanca-Mohammed-V                                                                                               |
| Ryanair                 | Alicante-Elche, Charleroi Bruxelles-Sud, Madrid-Barajas, Malaga-Costa del Sol, Marrakech-Ménara En saison : Marseille-Provence, Séville-San Pablo |
| TUI fly Belgium         | En saison : Bruxelles-National |

Edité le 06/08/2023  Actualisé le 08/09/2024

## Statistiques
Pour des raisons techniques, il est temporairement impossible d'afficher le graphique qui aurait dû être présenté ici.

Voir la requête brute et les sources sur Wikidata.
| Année  | 2002  | 2003  | 2004   | 2005   | 2006   | 2007   | 2008   | 2009  |
| Nombre | 2 478 | 1 065 | 13 138 | 10 948 | 14 788 | 18 979 | 24 010 | 9 899 |